# دولاج
دولاج (بالإنجليزية: Delage)‏ هي شركة فرنسية سابقة، كانت تصنع السيارات الفاخرة وسيارات السباق. تأسست في عام 1905، من قبل لويس دولاج في لوفالوا-بيري بالقرب من باريس، فرنسا. تم الاستحواذ عليها من قبل ديلاهاي في عام .1935 وتوقف عن العمل نهائيا في عام 1953.